# Martin Wetschka
Martin Wetschka (* 27. Oktober 1888 in Frauenkirchen; † 23. Juni 1971 in Eisenstadt) war ein österreichischer Gutspächter und Politiker (CS/ÖVP). Wetschka war verheiratet, Abgeordneter zum Burgenländischen Landtag und Landtagspräsident.
Wetschka wurde als Sohn des Kaufmanns und Landwirts Martin Wetschka aus Frauenkirchen geboren. Er besuchte die Volksschule in Frauenkirchen und im Anschluss die Realschule in Győr und Bratislava. Nach dem Abschluss der Realschule absolvierte Wetschka die Handelsakademie in Sopron, an der er 1906 maturierte. In der Folge stieg Wetschka in den Landwirtschaftsbetrieb seines Vaters ein und war von 1914 bis 1918 im Kriegsdienst. Wetschka war danach wieder als Landwirt tätig und konnte seinen Eigenbesitz durch Pachtgrund beachtlich vergrößern. 
Wetschka war Funktionär des Katholischen Burschenvereines (Gau- bzw. Landesverbandsobmann) und gründete 1926 den Burgenländischen Rübenbauernverband, dessen Obmann er war. 1930 wurde der Verband in eine Genossenschaft umgewandelt. Wetschka engagierte sich zudem im Christlich-Burgenländischen Bauernbund und war von 1927 bis 1936 Kammerrat der Burgenländischen Landwirtschaftskammer. 1931 wurde Wetschka zum Ökonomierat ernannt. 
Wetschka war in der Christlichsozialen Partei aktiv und hatte zwischen dem 13. Dezember 1933 und dem 31. Oktober 1934 ein Mandat im Burgenländischen Landtag inne. Zudem war er von 1934 bis 1938 Bürgermeister (Gemeindeverwaltungskommissär) von Frauenkirchen. Nach dem Zweiten Weltkrieg war Wetschka von 1945 bis 1954 erneut Bürgermeister von Frauenkirchen und gründete 1945 die örtliche ÖVP. Er gehörte zudem zwischen dem 13. Dezember 1945 erneut dem Burgenländischen Landtag an, dessen Präsident er während dieser Periode war. Zudem war Wetschka im ÖVP-Bauernbund des Bezirkes Neusiedl am See aktiv und hatte von 1945 bis 1963 die Funktion des Vizepräsidenten des Zentralarbeitgeberverbandes für Wien, NÖ und das Burgenland inne. Er war 1946 Obmann der von ihm wieder errichteten Lagerhausgenossenschaft Frauenkirchen und sorgte 1949 für die Wiedererrichtung des Burgenländischen Rübenbauernbundes, dessen Obmann er bis 1959 blieb. 
Nach seinem Tod wurde Wetschka auf dem Friedhof von Frauenkirchen beigesetzt.